# Памятник Салавату Юлаеву (Палдиски)
Памятник Салава́ту Юла́еву — памятник-бюст, созданный по проекту скульптора заслуженного художника РСФСР Тамары Нечаевой в городе Палдиски (Эстония), посвящённый национальному герою Башкортостана Салавату Юлаеву. Архитектором является Андрес Мянд.
Известно, что 2 октября 1775 года Салават Юлаев и его отец Юлай Азналин были отправлены на вечную каторгу в балтийскую крепость Балтийский Порт (ныне город Палдиски в Эстонии). Здесь они провели остаток своей жизни. Салават Юлаев умер 26 сентября 1800 года.
Памятник был открыт 1989 году в сквере, носящем имя Салавата Юлаева. Композиция включает в себя постамент высотой 1,58 метра из красного гранита и медный бюст. В 1994 году памятник был похищен охотниками за цветными металлами. В 1997 году на его место, после авторской доработки, установили аналогичный бюст.
25 июля 2017 года бюст обновили в третий раз, тогда же на здании мэрии города Палдиски установили памятную табличку. В торжественной церемонии открытия приняли участие: посол России в Эстонии Александр Петров, мэр города Палдиски Тийт Пеэду, директор Национального музея Башкортостана Гали Валиуллин и представители башкирской диаспоры в Эстонии.